# Cirés
Cirés (Sirès en catalán ribagorzano) es una localidad española perteneciente al término municipal de Bonansa, en la Ribagorza, provincia de Huesca, Aragón.

## Geografía
Se encuentra, además, en la margen izquierda del barranco de Cirés, afluente del Noguera Ribagorzana por la parte derecha, confluyendo en el Pont de Suert.

## Lugares de interés
- Iglesia parroquial de San Cristóbal, siglo xii. Dependen las iglesias de Buira, Gabarret y Espollá, además de los santuarios de la Madre de Dios y de San Bartolomé.
- Ermita románica de San Bartolomé, siglo xii.[3]

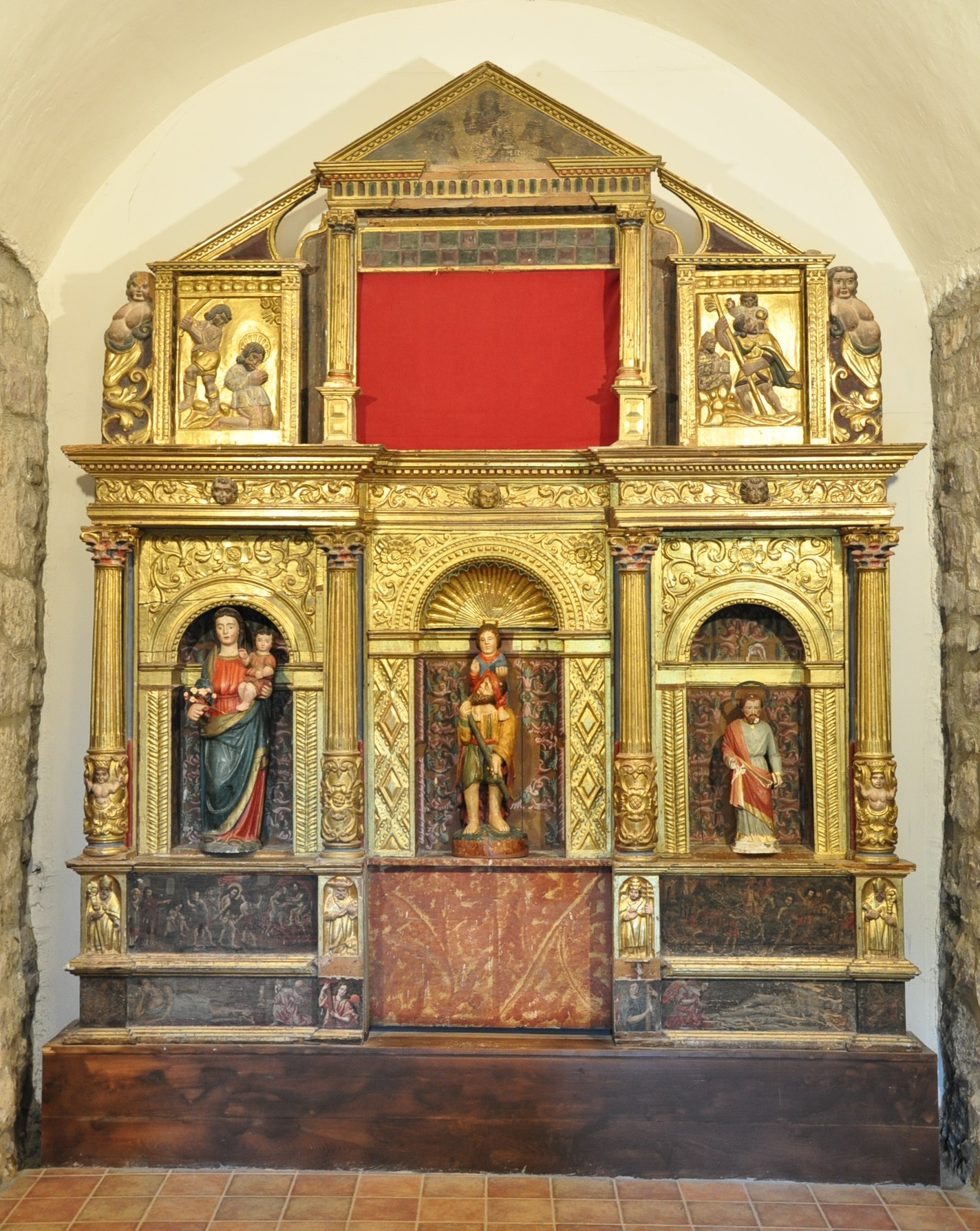
Retablo del siglo XVII de San Cristóbal, de la iglesia de Cirés, expuesto en el Museo de Arte Sacro de la Ribagorza en Pont de Suert.